# Zum Guten Hirten (Haag)

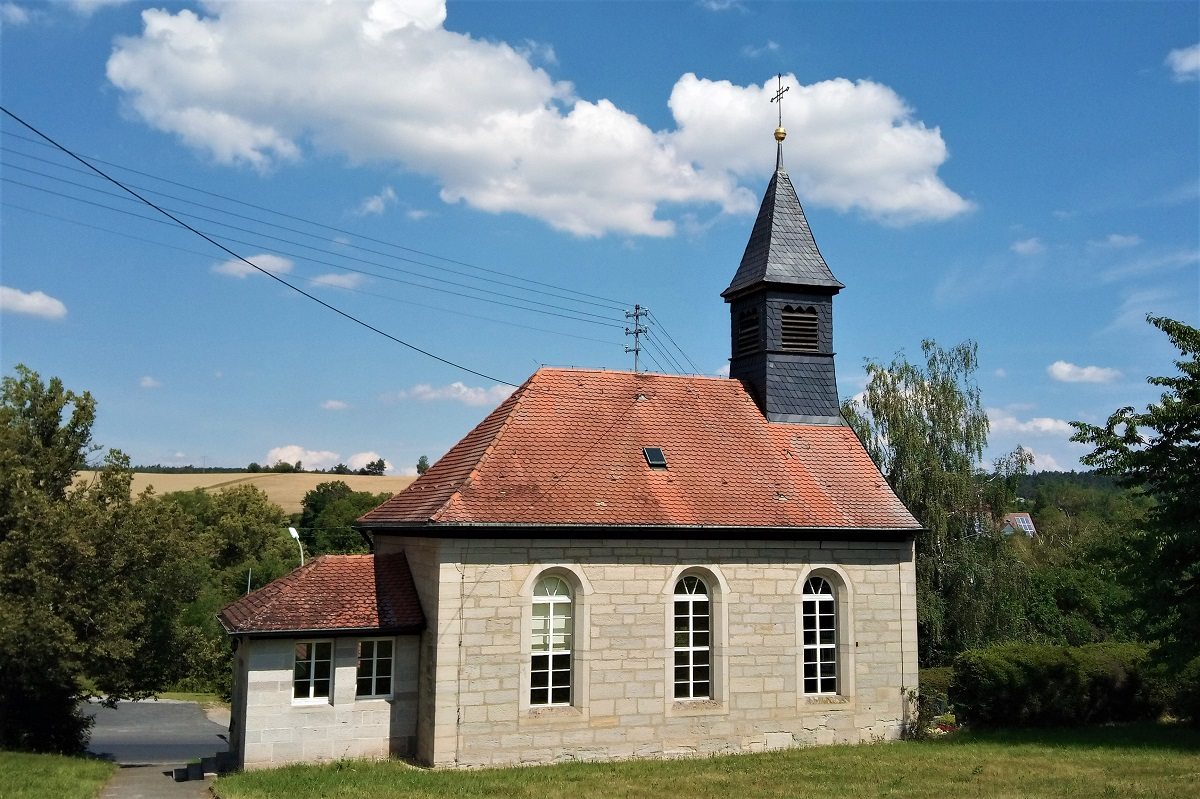
Die Kirche in Haag

Die Kirche Zum Guten Hirten ist ein evangelisch-lutherisches Gotteshaus im Geiselwinder Gemeindeteil Haag. Die Kirche steht im ehemaligen Mittelhaag an der Staatsstraße 2257. Die Friedhofskapelle gehört zum Dekanat Castell.

## Geschichte
Das Dorf Haag bestand ursprünglich aus zwei Orten. Beide hatten lange Zeit keine eigene Kirche, sondern wurden vom nahegelegenen Rehweiler aus betreut. Sie waren bis 1806 Teil der Grafschaft Castell und seit der Annahme der Reformation ausschließlich von Lutheranern bewohnt. Im Zuge der Anlage der sogenannten Schlösslein-Kolonie in Rehweiler hielten auch in Haag pietistische Ideen Einzug.
Ein Gotteshaus in Haag wurde erst nach dem Ersten Weltkrieg in Angriff genommen. Insbesondere der Privatmann Michael Bayer, der im Ort Bibelstunden abhielt, förderte den Bau. So entstand zwischen 1922 und 1923 die Kirche Zum Guten Hirten durch Hand- und Spanndienste der Haager Bevölkerung. 1924 wurde der CVJM Haag gegründet. Die Kirche ist vom Bayerischen Landesamt für Denkmalpflege als Baudenkmal eingeordnet.

## Architektur
Die Hirtenkirche präsentiert sich als kleiner Sandsteinbau mit drei Fensterachsen und Satteldach. Sie wurde im Stil der Neuromanik mit unverputzten Sandsteinquadern errichtet. Oberhalb des Portals wurde der Kirche ein Dachreiter aufgesetzt, der mit einem Spitzhelm abschließt. An das Gotteshaus wurde als Sakristei ein ähnlich gestaltetes Häuschen mit einem Walmdach angebaut.

## Orgel

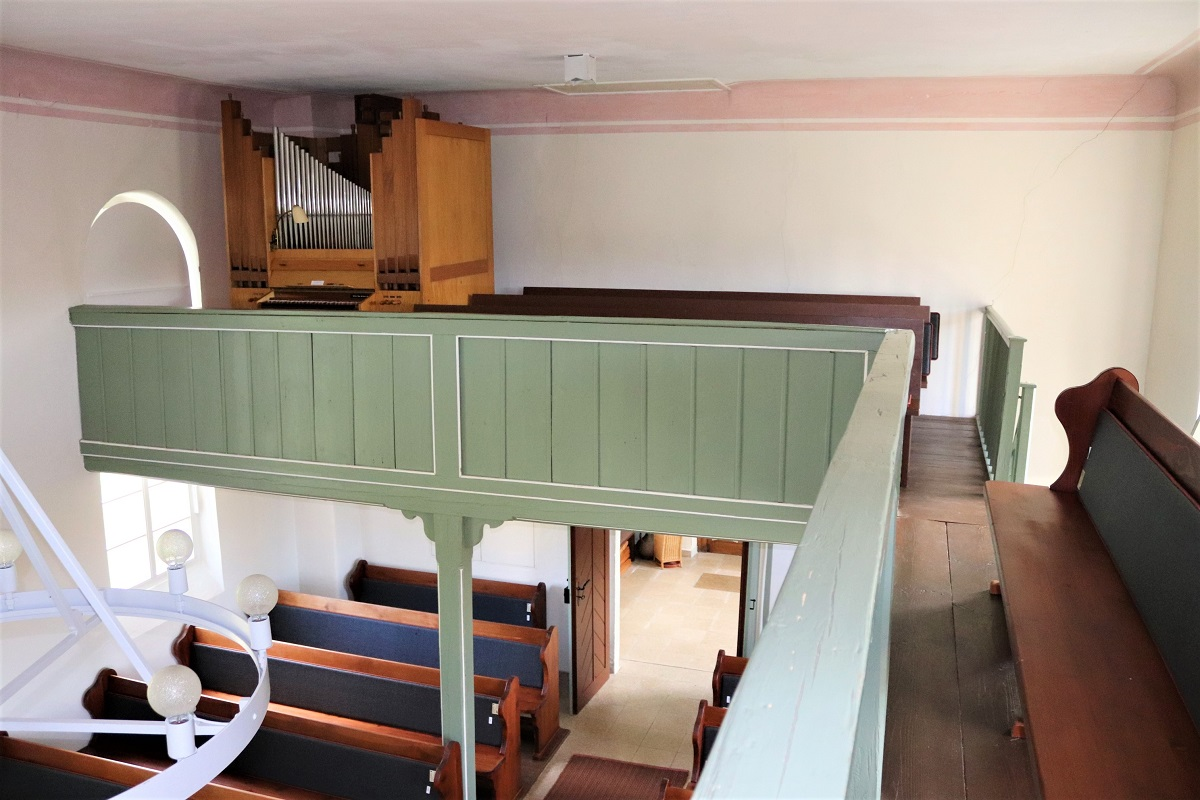
Kirchraum mit Orgel

Die kleine Orgel wurde 1966 von der Orgelbaufirma Gebr. Mann aus Marktbreit erbaut. Sie besitzt 5 Register auf einem Manual und Pedal. Die Trakturen sind mechanisch.